# Carlo Doria
Carlo Doria (Sassari, 6 febbraio 1966) è un politico italiano.

## Biografia
Diploma di maturità classica nel 1984, si laurea in medicina nel 1992 all'Università di Sassari, quindi si specializza in ortopedia dopo aver fatto il servizio militare.
Candidato al Senato della Repubblica nelle elezioni politiche suppletive del 2020 nel collegio uninominale Sardegna - 03, viene eletto senatore con il 40,25% alla guida della coalizione di centro-destra.
Durante la campagna elettorale ha suscitato polemiche sostenendo che i provvedimenti del governo Conte nella lotta al COVID-19 erano "smisurati" e che "Il Covid non uccide più"..
Terminata l'esperienza parlamentare, Carlo Doria, direttore della clinica ortopedica dell'azienda ospedaliero-universitaria di Sassari, dal 29 novembre 2022 è assessore alla Sanità della Regione Sardegna come tecnico in sostituzione di Mario Nieddu.